# Kannon de la baie de Tokyo
Kannon de la baie de Tokyo est une statue de 56 mètres de haut d'un Guanyin debout situé à Futtsu, préfecture de Chiba, au Japon. La construction de la statue a été fini en 1961. Elle repose sur une base de 10 mètres de haut, conduisant à une hauteur totale de 66 mètres du monument. Elle est en 2019 trente-troisième plus grande statue au monde.